# Corral-Rubio
Corral-Rubio és un municipi de la província d'Albacete, que es troba a 49 km de la capital de la província. Té 421 habitants, segons dades de l'(INE 2006).